# Xanthia flavicans
Xanthia flavicans är en fjärilsart som beskrevs av Ewald Döring 1934. Xanthia flavicans ingår i släktet Xanthia och familjen nattflyn. Inga underarter finns listade i Catalogue of Life.